# Umri pokončno
Umri pokončno (v izvirniku angleško Die Hard) je ameriški akcijski triler režiserja Johna McTiernana, ki je izšel leta 1988 v distribuciji 20th Century Fox. Scenarij, ki temelji na romanu Nothing Lasts Forever avtorja Rodericka Thorpa iz leta 1979, sta napisala Steven E. de Souza in Jeb Stuart. Zgodba govori o policistu Johnu McClaneu, ki je ujet v losangeleškem nebotičniku med ropom pod vodstvom nemškega terorista Hansa Gruberja. V glavnih vlogah so zaigrali Bruce Willis, Alan Rickman, Alexander Godunov in Bonnie Bedelia.
Film je kljub sprva medlim ocenam kritikov postal uspešnica že ob predvajanju v kinematografih, kjer je ob proračunu 28 milijonov USD prinesel 141 milijonov prihodkov. Pomenil je odskočno desko za kariero Brucea Willisa kot junaka akcijskih filmov in utemeljil podžanr, v katerem se osamljeni glavni junak bori proti premočnemu nasprotniku. Nominiran je bil za štiri oskarje. Na račun uspeha je nastala istoimenska franšiza, v sklopu katere so kasneje izšla še štiri nadaljevanja, poleg njih pa še več videoiger in strip. V več retrospektivnih seznamih je bil izbran za enega najboljših akcijskih filmov in božično klasiko.

## Zgodba
Newyorški detektiv John McClane (Willis) prispe v Los Angeles na božični večer, da bi se ponovno zbližal z ženo Holly (Bedelia) na božični zabavi njenega podjetja, korporacije Nakatomi. Voznik Argyle ga z limuzino odpelje do sedeža korporacije, Nakatomi Tower, na zabavo. Medtem ko se preoblači, vdre v stolpnico nemški terorist Hans Gruber (Rickman) s svojo ekipo, ki jo sestavljajo heker Theo, Karl in Tony Vreski, Franco, Alexander, Marco, Kristoff, Eddie, Uli, Heinrich, Fritz ter James. Skupina se zabarikadira v poslopje in zajame zaposlene za talce, razen Johna, ki se še pravočasno izmuzne, in Argylea, ki obtiči v garaži.
Hans poskuša izsiliti od Josepha Takagija, enega od vodilnih pri korporaciji, kodo za glavni trezor in razkrije, da namerava ukrasti 640 milijonov USD v obveznicah, teroristično dejanje pa je le za odvračanje pozornosti. Takagi ne sodeluje, zato ga ubijejo. John skrivoma opazuje, a po nesreči izda svojo prisotnost in mora uiti. Da bi opozoril oblasti v mestu, sproži požarni alarm, nakar Hans pošlje Tonyja raziskat. John ubije Tonyja in pobere njegovo orožje ter radio, s katerim obvesti policiste o dogajanju. Losangeleška policija pošlje narednika Ala Powella (Reginald VelJohnson) na poizvedovanje. Medtem Hans pošlje Heinricha in Marca, da bi ustavila Johna, a ta ubije tudi njiju. Ko prispe Powell, ga sprejme Eddie, ki se pretvarja, da je vratar, in ga prepriča, da je vse v redu. Al se že nameni oditi, takrat pa John pritegne njegovo pozornost s tem, da odvrže Marcovo truplo na njegov patruljni avto, nakar prične nanj iz stolpnice streljati še Alexander. Al prikliče kolege, ki obkolijo poslopje, medtem pa John ukrade Henirichovo torbo z eksplozivom C-4 in detonatorji.
James in Alexander s protitankovskimi raketami onesposobita oklepni avto policijskih specialcev, nato pa John spusti eksploziv, pritjen na stol, po jašku za dvigalo do njiju in razstreli celotno nadstropje. Hollyin sodelavec Harry Ellis (Hart Bochner) poskuša prepričati Johna, da bi Hansu vrnil detonatorje, a ta zavrne, zato Hans usmrti Ellisa. Hans kasneje med preverjanjem eksploziva, pritrjenega pod streho, naleti na Johna. Pretvarja se, da je pobegli talec. John mu ponudi pištolo, s katero ga Hans poskuša ustreliti, a je prazna. Nato se spopadeta, zaradi česar prihitijo še Karl, Franco in Fritz. John ubije Fritza in Franca, prisiljen pa je pustiti detonatorje za seboj.
Na sceno prispejo agenti FBI, ki prevzamejo nadzor in ukažejo odklopiti elektriko. Kot je Hans pričakoval, to onesposobi zadnjo ključavnico trezorja. Nato v zameno za talce zahteva, da jih pride iskat helikopter na streho. John odkrije, da namerava Hans razstreliti streho in zaigrati smrt ekipe, da bi lahko ušli po drugi poti. Med zadnjimi pripravami Hans na televiziji gleda poročilo vsiljivega poročevalca Richarda Thornburga (William Atherton), ki je posnel Johnove otroke. Na podlagi fotografije s Hollyine mize ugane, da je John njen mož. Roparji ukažejo talcem, naj gredo na streho, Hans pa zadrži Holly, da bi jo uporabil proti Johnu. Ta med prebijanjem proti strehi premaga Karla in ubije Ulija, nato pa pošlje talce nazaj dol. V helikopterju priletijo agenti FBI, ki pričnejo streljati na Johna, misleč, da je terorist. Hans takrat detonira eksploziv, ki uniči streho in helikopter, John pa komaj preživi.
Theo gre iskat vozilo za pobeg, rešilni avto skrit v tovornjaku, s katerim so prišli. Opazi ga Argyle in se zaleti vanj s svojo limuzino, zaradi udarca Theo pade v nezavest. Zdaj že izmučeni John najde Hansa s Holly in preostalima pajdašema, Eddiejem in Kristoffom. Slednjega nokavtira in se sooči s Hansom, ki mu ukaže, naj odvrže brzostrelko. John uboga, da ne bi ogrozil Holly, nato pa s smejanjem zamoti Hansa in Eddieja ter pograbi pištolo, pritrjeno na hrbet z lepilnim trakom, in ustreli oba. Hans, ki je le ranjen, omahne skozi okno, a mu uspe zgrabiti Holly za zapestje in obvisi z njene roke. Tik preden dvigne pištolo v zadnjem obupanem poskusu ubiti oba, John odpne Hollyino uro, Hans pa izgubi oprijem in omahne v globino.
John in Holly se pred stavbo spoznata z Alom. Takrat plane med ljudi Karl in poskuša ustreliti Johna, a ga s strelom pokosi Al. Kmalu za tistem se pojavi še Argyle, ki je razbil vrata garaže z limuzino in končno prišel na prosto. Na koncu prispe še Thornburg in poskuša dobiti izjavo od Johna, a ga Holly udari, nato pa ju Argyle z Johnom odpelje.

## Igralska zasedba
- Bruce Willis kot John McClane, izkušeni newyorški policist, ki se je prišel v Los Angeles pobotat s svojo ženo
- Alan Rickman kot Hans Gruber, ekstremist, ki ga je pravkar izločila zahodnonemška teroristična skupina, vodja teroristov v filmu
- Alexander Godunov kot Karl Vreski, Hansov podrejeni in Tonyjev brat
- Bonnie Bedelia kot Holly Gennero-McClane, Johnova odtujena žena
- Reginald VelJohnson kot narednik Al Powell
- Paul Gleason kot Dwayne T. Robinson, namestnik šefa policije v Los Angelesu
- De'voreaux White kot Argyle, Johnov voznik limuzine
- William Atherton kot Richard Thornburg, arogantni in vsiljivi televizijski poročevalec
- Clarence Gilyard kot Theo, Hansov specialist za tehniko
- Hart Bochner kot Harry Ellis, priliznjeni uslužbenec podjetja Nakatomi Corporation
- James Shigeta kot Joseph Yoshinobu Takagi, izvršni direktor podjetja Nakatomi

## Produkcija
Film producentov Lawrencea Gordona in Joela Silverja je posnet po romanu Nothing Lasts Forever avtorja Rodericka Thorpa iz leta 1979. Ta je nadaljevanje romana The Detective iz leta 1966, po katerem je leta 1968 nastal istoimenski film s Frankom Sinatro v glavni vlogi. Ob začetku produkcije filma, posnetega po nadaljevanju, so morali zaradi pogodbene obveznosti glavno vlogo najprej ponuditi Sinatri, ki pa je bil takrat star že prek 70 let, zato je vlogo zavrnil, zgodbo pa so nato spremenili, da nima zveze s prvencem. Naslednji je vlogo zavrnil Arnold Schwarzenegger, kateremu so film predstavili kot nadaljevanje njegove uspešnice Komandos iz leta 1985, a ga projekt ni zanimal. Scenarist de Souza je sicer zanikal, da bi šlo v resnici za nadaljevanje Komandosa, in izjavil, da je v scenariju hotel predstaviti Hansa Gruberja kot protagonista, ki omogoči, da se John in Holly spet zbližata.
Po Schwarzeneggerju je studio ponudil glavno vlogo praktično vsem aktualnim zvezdnikom akcijskih filmov, a so ga zavrnili vsi: Richard Gere, Clint Eastwood, Burt Reynolds, Sylvester Stallone, Harrison Ford, Don Johnson, Nick Nolte, Mel Gibson in Richard Dean Anderson. Šele ko jim je zmanjkalo drugih možnosti, so ustvarjalci na podlagi demografskih podatkov podjetja CinemaScore vlogo ponudili Willisu. Willis je bil takrat znan le po dveh večjih komičnih vlogah, od tega je bila ena televizijska, serija Moonlighting. Sprva je zaradi obveznosti pri seriji sodelovanje zavrnil tudi Willis, a se mu je kmalu ponudila priložnost, ko so morali snemanje ustaviti zaradi nosečnosti njegove soigralke. Za vlogo je prejel 5 milijonov USD honorarja, kar je bila bajna vsota za tako neznanega igralca. To je izdalo, da je bil studio že obupan v iskanju zvezdnika za svoj načrtovani poletni hit, niti po podpisu pogodbe pa niso verjeli, da bo Willis pritegnil občinstvo, zato so promocijske plakate sprva oblikovali bolj nevtralno, brez njegove podobe. Za Rickmana je bil Umri pokončno prva filmska vloga. Producent Joel Silver ga je izbral, ko je videl njegov nastop v broadwayski uprizoritvi igre Nevarna razmerja.
Scenarij do začetka snemanja še ni bil končan, zato je v filmu več nedoslednosti in nedodelanih scen. Med najočitnejšimi primeri je tovornjak, s katerim so se pripeljali roparji. Iz njega na koncu zapelje rešilec, s katerim naj bi roparji ušli, a je na začetku precej premajhen (tovorni prostor je dovolj le za ekipo). Tudi Johnov značaj so dodelali šele, ko je bila produkcija že skoraj na polovici. McTiernan in Willis sta se skupaj odločila, da je John človek, ki samega sebe ne mara preveč, a sklene narediti, kar lahko v težkih okoliščinah.
Za prizorišče je služil nebotičnik Fox Plaza v losangeleški četrti Century City, sedež 20th Century Fox, ki je bil odprt leto dni pred izidom filma. V času snemanja gradnja še ni bila končana in kulisa za prizor, v katerem John raziskuje nedokončano nadstropje, posejano z gradbeno opremo, je bilo resnično nedokončano nadstropje, na katerem so delali s to opremo. Kasneje je soba, uporabljena za ta prizor, postala pisarna nekdanjega ameriškega predsednika Ronalda Reagana. Zamisel o uporabi zgradbe je bila De Govieva. Za navdih za 30. nadstropje, kjer roparji zadržujejo talce, je uporabil hišo Fallingwater arhitekta Franka Lloyda Wrighta, s skalo, s katere kaplja voda. Mestno panoramo, ki je vidna skozi okna, so upodobili na 115-metrski sliki s premičnimi lučkami in osvetlitvijo, s katero so poustvarili promet in dnevno-nočni cikel. Prizor, v katerem specialci z oklepnim vozilom podrejo ograjo stopnišča pred stolpnico, so odgovorni pri Foxu odobrili šele po večmesečnih pogajanjih. Prav tako težavna je bila mestna uprava, ki je naposled odobrila le dve uri časa za snemanje prizora s helikopterjem. Nanj so se pripravljali pol leta; sodelovalo je devet snemalnih ekip in nihče razen sodelavcev filma se ni smel približati koridorju letenja na manj kot 150 m. Za zadnji prizor v zgradbi je Alan Rickman padel 21 m v globino pred zelenim ozadjem, na katerega so kasneje dodali sliko ulic. Izpustili so ga, preden je pričakoval, tako da je izraz groze na njegovem obrazu pristen, kar naj bi ujezilo igralca.

## Izid
Film je bil premierno prikazan 12. julija 1988 v losangeleški kinodvorani AVCO. Tri dni kasneje so ga prikazali v omejenem naboru 21 kinodvoran, v široki distribuciji pa 20. julija. V otvoritvenem vikendu je prinesel 7,1 milijona USD prihodkov, do konca predvajanja pa 83 milijonov v Severni Ameriki ter 57,7 milijona drugod po svetu, skupno 140,7 milijona.
Prva izdaja za domači video je bila videokaseta VHS, na kateri je bila slika popačena, saj so format slike predelali iz širokozaslonskega v običajnejši 4:3 za televizijske zaslone. Digitaliziran film v širokozaslonskem formatu je najprej izšel na nosilcu DVD 19. junija 2007, 15. maja 2018 pa še v visoki ločljivosti (4K) na nosilcu Blu-ray.

## Odziv
Kritiške ocene so bile sprva mešane. Več kritikov je omenilo, da so liki in odnosi med njimi klišejski, a so priznali, da je film vseeno zabaven na svoj neumen način. Že takrat so pravilno napovedali, da bo Umri pokončno izstrelil Brucea Willisa med filmske zvezde. V otvoritvenem vikendu je bil po prihodku tretji najuspešnejši film v ameriških kinematografih.
V sezoni ameriških filmskih nagrad 1988/1989 je prejel štiri nominacije za oskarje: za montažo, za posebne učinke, za zvok in za montažo zvočnih učinkov, vendar ni osvojil nobene pomembnejše nagrade.
Kmalu je pridobil status klasike in pritegnil mnogo posnemovalcev, ki so uporabili enako formulo pri sestavljanju scenarija – osamljenega »navadnega človeka«, ki se bori proti izstopajočem liku terorista v zaprtem okolju. Več teh filmov je dobilo vzdevke po Umri pokončno, med njimi Oblegani (1992; »Umri pokončno na bojni ladji«), 57. potnik, (1992; »Umri pokončno na letalu«) in Hitrost (1994; »Umri pokončno na avtobusu«). Trend se je nadaljeval vse do druge polovice 1990. let, ko se je začel spreminjati s filmi, kot je Alcatraz (1996; vseeno ožigosan tudi za »Umri pokončno v Alcatrazu«), z večjim poudarkom na goli akciji in poplavi akcijskih sekvenc brez konteksta.
Še zdaj se uvršča na retrospektivne sezname najboljših akcijskih filmov vseh časov, ki jih sestavljajo ameriške publikacije s področja industrije zabave, včasih tudi na sezname najboljših filmov sploh. Med njimi so 39. mesto seznama najrazburljivejših filmov Ameriškega filmskega inštituta in 29. mesto na seznamu najboljših filmov vseh časov po izboru revije Empire. Leta 2007 ga je revija Entertainment Weekly razglasila celo za najboljši akcijski film vseh časov. Leta 2017 ga je ameriška Kongresna knjižnica izbrala za ohranitev v Narodnem filmskem registru kot »kulturno, zgodovinsko ali estetsko pomemben film«.
Vzporedno se je razvnela debata o tem, ali je Umri pokončno božični film ali ne, kar so kot priložnost za ohranjanje zanimanja izkoristili tudi ustvarjalci in distributer. Tako je De Souza pritrdil tezi, da gre za božični film, Willis pa jo je v pogovorni oddaji zanikal. Britansko podjetje za tržne raziskave je izvedlo anketo o tem vprašanju, ki je razkrila, da imajo Umri pokončno za božični film zlasti predstavniki starostne skupine 25–34 let, ki je odraščala ob televiziji, a je bila ob izidu premlada za ogled v kinu (v Združenem kraljestvu je imel po takratnih merilih oznako »ni primeren za mlajše od 18 let«). Distributer je ob ponovni izdaji za domači kino ob 30-letnici filma pripravil napovednik, ki predstavi Umri pokončno kot prisrčno božično komedijo.